# Johannes Schenck
Pour les articles homonymes, voir Johannes Schenck (homonymie) et Schenck.
Œuvres principales
- op. 1 : Eenige gezangen uit de opera van Bacchus, Ceres en Venus (1687)
- op. 2 : Tyd en Konst-Oeffeningen (1688)
- op. 3 : Il Giardino Armonico (1691)
- op. 4 : Konincklyke harpliederen (1694)
- op. 5 : Hooglied Salomons (1694)
- op. 6 : Scherzi musicali (1698)
- op. 7 : Suonate a violino e violone o cimbalo (1699)
- op. 8 : Le Nymphe di Rheno (1702)
- op. 9 : L'Écho du Danube (1704)
- op. 10 : Les Fantaisies Bisarres de la Goutte (1710)

Johannes Schenck, baptisé le 3 juin 1660 à Amsterdam et mort après 1712, peut-être à Düsseldorf, est un compositeur et virtuose de la viole de gambe néerlandais, né de parents allemands et actif en Allemagne durant la seconde partie de sa vie.

## Biographie
On ignore presque tout de sa carrière et de ses maîtres.
Sa mère, Caterina Cempies de Gladbeck, veuve de Joannes Visscher, convola en secondes noces avec Wynants Schenck, un marchand de vin originaire de Cologne et établi à Amsterdam.  Le 3 juin 1660, Johannes Schenck fut baptisé dans l’église catholique Moïse et Aaron d’Amsterdam.  Le 7 mai 1680, il se maria dans la Nouvelle Église d’Amsterdam avec Geertruyd Hamel van Vianen, âgée de 24 ans. Il était déjà musicien à cette époque.
Schenck passa la première partie de sa carrière à Amsterdam.
Gambiste largement reconnu, Schenck se rend à Düsseldorf en 1696, à la cour du prince-électeur palatin Jean-Guillaume de Neubourg-Wittelsbach, connu comme Jan-Wellem, mécène des arts, qui y gouverne de 1679 jusqu'à sa mort en 1716.  En parallèle, Schenck maintient ses relations avec le huguenot Estienne Roger d'Amsterdam, un éditeur originaire de France, pour la publication de ses partitions.
Après la mort du prince-électeur, la cour fut transférée à Mannheim, suivie d'une partie des musiciens : le noyau d'un ensemble musical qui obtiendra une réputation internationale pour tout le siècle suivant.
En 1708, il étudie le clavecin et la basse continue sous la direction de Joseph Paris Feckler, Kabinetsmusikdirector ou directeur de la musique de chambre.  En 1709, le nom de Schenck est mentionné, en termes des plus élogieux, dans un document du secrétaire du cabinet de la cour Giorgio Maria Rapparini, et le 22 décembre 1711, Herr cammer-Rath ou camérier Schenck assiste au couronnement de l’empereur Charles VI à Francfort.  À partir de 1717, il disparaît de la liste des musiciens de l'opéra de la cour.
La date de sa mort, survenue probablement à Düsseldorf, est incertaine, faute d'enregistrement dans les registres de l'église protestante de la ville.

## Œuvre

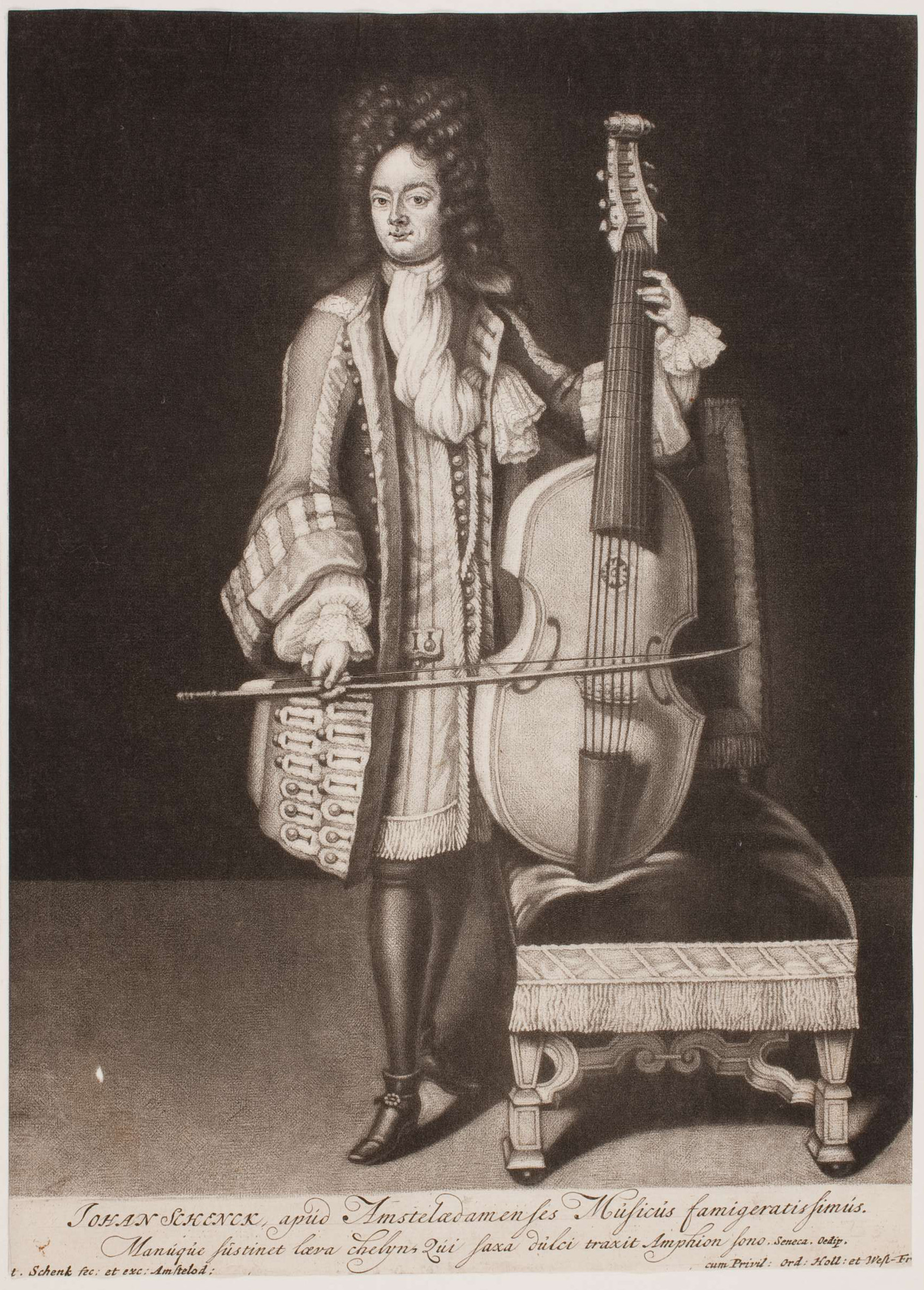
Portrait de Johannes Schenck, par son frère le graveur Peter Schenck (avant 1711).

Ses œuvres représentent une synthèse précoce des styles français, allemand et italien.
Parmi les dix numéros d'opus que l’on connaît de lui, on trouve la publication, en 1687, d'un premier opus comprenant plusieurs airs du premier opéra dont le livret (sur la devise Zonder Spys en Wyn, Kan geen Liefde zyn, et de la main de Govard Bidloo) est en néerlandais et qui, en même temps, a effectivement été joué, notamment en 1686 au théâtre d'Amsterdam.  Une sélection de 28 airs arrangés pour voix et basse continue fut publiée l'année suivante sous le titre de Eenige gezangen uit de opera van Bacchus, Ceres en Venus.  Après le drame lyrique ou zangspel intitulé De triomfeerende min, du compositeur Carolus Hacquart et du librettiste Dirck Buysero, composé à l’occasion de la paix de Nimègue, représenté à La Haye en 1678 et publié en 1680, cet opéra marque le début d’une prolifération temporaire d’une musique savante sur des paroles en langue néerlandaise qui durera jusque peu après 1700.
Les opus 1 à 5 contiennent de la musique vocale, sacrée et profane (en néerlandais), ainsi qu'un volume de sonates en trio. À partir de l'opus 6 (Scherzi musicali), Schenck se consacre entièrement à l'écriture de musique de chambre, surtout pour la viole de gambe. C'est là qu'il atteint sans nul doute le sommet de son art, notamment dans Le Nymphe di Rheno, op. 8, un recueil de 12 sonates pour deux violes de gambe dédié au prince-électeur Johann Wilhelm.

### Publications

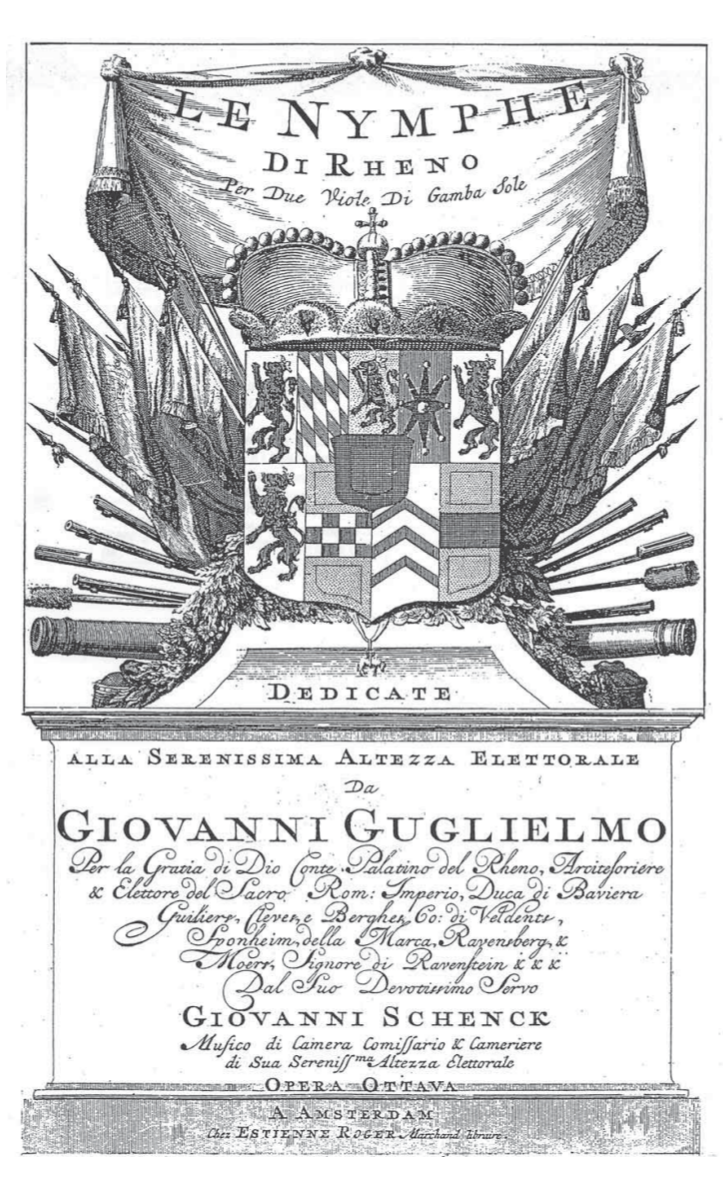
« Le Nymphe di Rheno », page de titre de l'édition de 1702 chez Estienne Roger à Amsterdam.

Œuvres vocales et instrumentales, avec indication de la langue employée :
- (nl) op. 1 : Eenige gezangen uit de opera van Bacchus, Ceres en Venus, airs d'opéra néerlandais avec basse continue (Héritiers de Paulus Matthysz., Amsterdam, 1687)
- (nl) op. 2 : Tyd en Konst-Oeffeningen, pour viole de gambe et basse continue (Amsterdam, 1688)
- (it) op. 3 : Il Giardino Armonico, 12 sonates en trio avec basse continue (Amsterdam, 1691)
- (nl) op. 4 : Konincklyke harpliederen, 150 psaumes en néerlandais, un prélude et un postlude, à cinq parties (Amsterdam, 1694)
- (nl) op. 5 : Hooglied Salomons, Cantique des Cantiques et extensions, en néerlandais (Amsterdam, 1694 ; réimprimé en 1724)
- (it) op. 6 : Scherzi musicali, 14 suites pour viole de gambe et basse continue ad libitum (Estienne Roger, Amsterdam, 1698)
- (it) op. 7 : Suonate a violino e violone o cimbalo (Estienne Roger, Amsterdam, 1699)
- (it) op. 8 : Le Nymphe di Rheno, pour deux violes de gambe (Estienne Roger, Amsterdam, 1702) Dédié à l'Électeur palatin Johann Wilhelm, « Conte Palatino del Rheno ».
- (fr) op. 9 : L'Écho du Danube, sonates pour viole de gambe et basse continue et viole de gambe seule (Estienne Roger, Amsterdam, 1704)
- (fr) op. 10 : Les Fantaisies Bisarres de la Goutte, douze sonates pour viole de gambe et continuo ou viole de gambe ou théorbe (Estienne Roger et Le Cène, Amsterdam, vers 1710)

## Discographie
- Le Nymphe di Rheno - Les Voix humaines ; Susie Napper et Margaret Little, violes de gambe (21-23 mai 1997 et 21-23 septembre 1998, 2 CD Naxos 8.554414 et 8.554415)
- Les Fantaisies Bisarres de la Goutte - Lorenz Duftschmid, viole de gambe ; Sophie Watillon, viole ; Rolf Lislevand, théorbe et guitare ; Wolfgang Zerer, clavecin (février 1999, CPO 999 682-2) (OCLC 313764537)
- Il Giardino Armonico - La Suave Melodia : Rachael Beesley, viole de gambe ; Cassandra Luckhardt, viole de gambe ; Pieter Dirksen, clavecin ; Regina Albanez, théorbe et avec Franc Polman, violon (septembre 2005, Ecaetera KTC 1356) (OCLC 909207274)
- Bacchus, Ceres En Venus : Arias extraites de l'opéra - Hieke Meppelink, Renate Arends, sopranos ; Jasper Schweppe, baryton ; Camerata Trajectina, dir. Louis Peter Grijp (avril 2006, Globe GLO 6060) (OCLC 124083364)
- Musique de Johann Schenck - Hille Perl, viole de gambe attribuée à Matthias Alban c. 1701 ; Lee Santana, Guitare, archiluth, luth baroque et chitarrone ; Johannes Gontarski, chitarrone (20/22 septembre 2011, DHM/Sony) (OCLC 824304791)
- Le Nymphe di Rheno : Sonates 2, 3, 7, 8, 11, 12 - Wieland Kuijken, viole de gambe Nicolas Bertrand, Paris c. 1690 ; François Joubert-Caillet, viole de gambe (août 2012, SACD Ricercar) (OCLC 857678682)
- Tyd en Konst-Oeffeningen - Recondita Armonia ; Lixsania Fernandez, viole de grambe (2014, Brilliant Classics)